# Galatasaray Spor Kulübü 2001-2002
Questa voce raccoglie le informazioni riguardanti il Galatasaray Spor Kulübü nelle competizioni ufficiali della stagione 2001-2002.

## Avvenimenti
Alla guida di Mircea Lucescu il Galatasaray vince un titolo in questa stagione: trascinato dalle reti del capocannoniere Arif Erdem il club giallorosso vince il campionato davanti al Fenerbahçe ma esce subito fuori dalla coppa nazionale al terzo turno perdendo per 1-0 la sfida contro l'Erzurumspor.
In UEFA Champions League i turchi partono dal secondo turno preliminare escludendo dal torneo Vllaznia (6-1) e Levski Sofia (3-2). La squadra di Galata incontra Lazio, Nantes e PSV Eindhoven passando il girone D. Nel raggruppamento B della seconda fase a gironi il Galatasaray chiude all'ultimo posto dietro Barcellona, Liverpool e Roma.

## Organico 2001-2002

### Rosa
| N. |                     | Ruolo | Calciatore       |
| -- | ------------------- | ----- | ---------------- |
| 1  | Colombia (bandiera) | P     | Faryd Mondragón  |
| 2  | Turchia (bandiera)  | D     | Vedat İnceefe    |
| 3  | Turchia (bandiera)  | D     | Bülent Korkmaz   |
| 5  | Turchia (bandiera)  | C     | Emre Aşık        |
| 6  | Turchia (bandiera)  | A     | Arif Erdem       |
| 7  | Turchia (bandiera)  | A     | Berkant Göktan   |
| 8  | Turchia (bandiera)  | C     | Suat Kaya        |
| 9  | Turchia (bandiera)  | A     | Ümit Karan       |
| 11 | Turchia (bandiera)  | C     | Hasan Şaş        |
| 12 | Turchia (bandiera)  | C     | Bülent Akin      |
| 13 | Turchia (bandiera)  | C     | Sergen Yalçin    |
| 14 | Colombia (bandiera) | D     | Gustavo Victoria |
| 15 | Francia (bandiera)  | D     | Sébastien Pérez  |
| 16 | Turchia (bandiera)  | P     | Kerem Inan       |

| N. |                     | Ruolo | Calciatore       |
| -- | ------------------- | ----- | ---------------- |
| 18 | Turchia (bandiera)  | C     | Ayhan Akman      |
| 19 | Belgio (bandiera)   | A     | Mbo Mpenza       |
| 20 | Croazia (bandiera)  | A     | Robert Špehar    |
| 23 | Uruguay (bandiera)  | C     | Andrés Fleurquín |
| 25 | Turchia (bandiera)  | A     | Murat Sözkesen   |
| 26 | Romania (bandiera)  | A     | Radu Niculescu   |
| 27 | Turchia (bandiera)  | C     | Erhan Namli      |
| 30 | Turchia (bandiera)  | D     | Sabri Sarıoğlu   |
| 33 | Turchia (bandiera)  | C     | Sedat Debreli    |
| 35 | Brasile (bandiera)  | D     | Capone           |
| 53 | Colombia (bandiera) | C     | Jersson González |
| 55 | Turchia (bandiera)  | A     | Serkan Aykut     |
| 61 | Turchia (bandiera)  | P     | Mehmet Bölükbasi |
| 67 | Turchia (bandiera)  | C     | Ergün Penbe      |